# 異域奇巨口魚
異域奇巨口魚（学名：Aristostomias xenostoma）为輻鰭魚綱巨口鱼目巨口鱼科的其中一種。分布于大西洋及太平洋之熱帶至亞熱帶海域，為深海魚類，體長可達15公分。

## 扩展阅读
維基物種上的相關：異域奇巨口魚